# تشارلز دوهرتي
تشارلز دوهرتي هو محامي وقاضي وسياسي كندي، ولد في 11 مايو 1855 في مونتريال في كندا، وتوفي في 28 يوليو 1931. نشط حزبياً في حزب كندا المحافظ. وقد انتخب عضو المجلس الخاص بالمملكة المتحدة ‏ وانتخب عضو مجلس العموم الكندي.